# St. Martin (Bernried am Starnberger See)

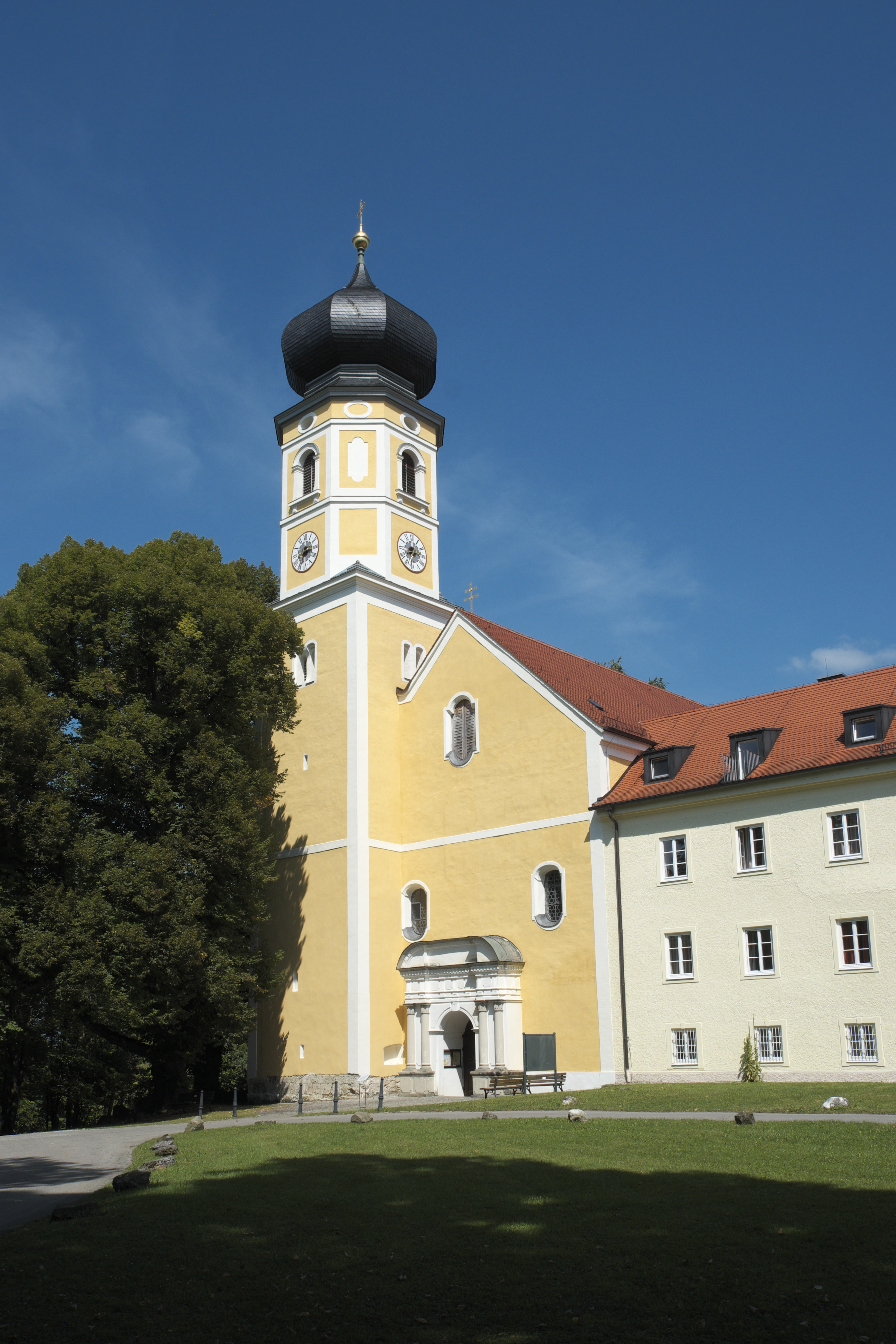
Ehemalige Augustiner-Chorherrenkirche St. Martin

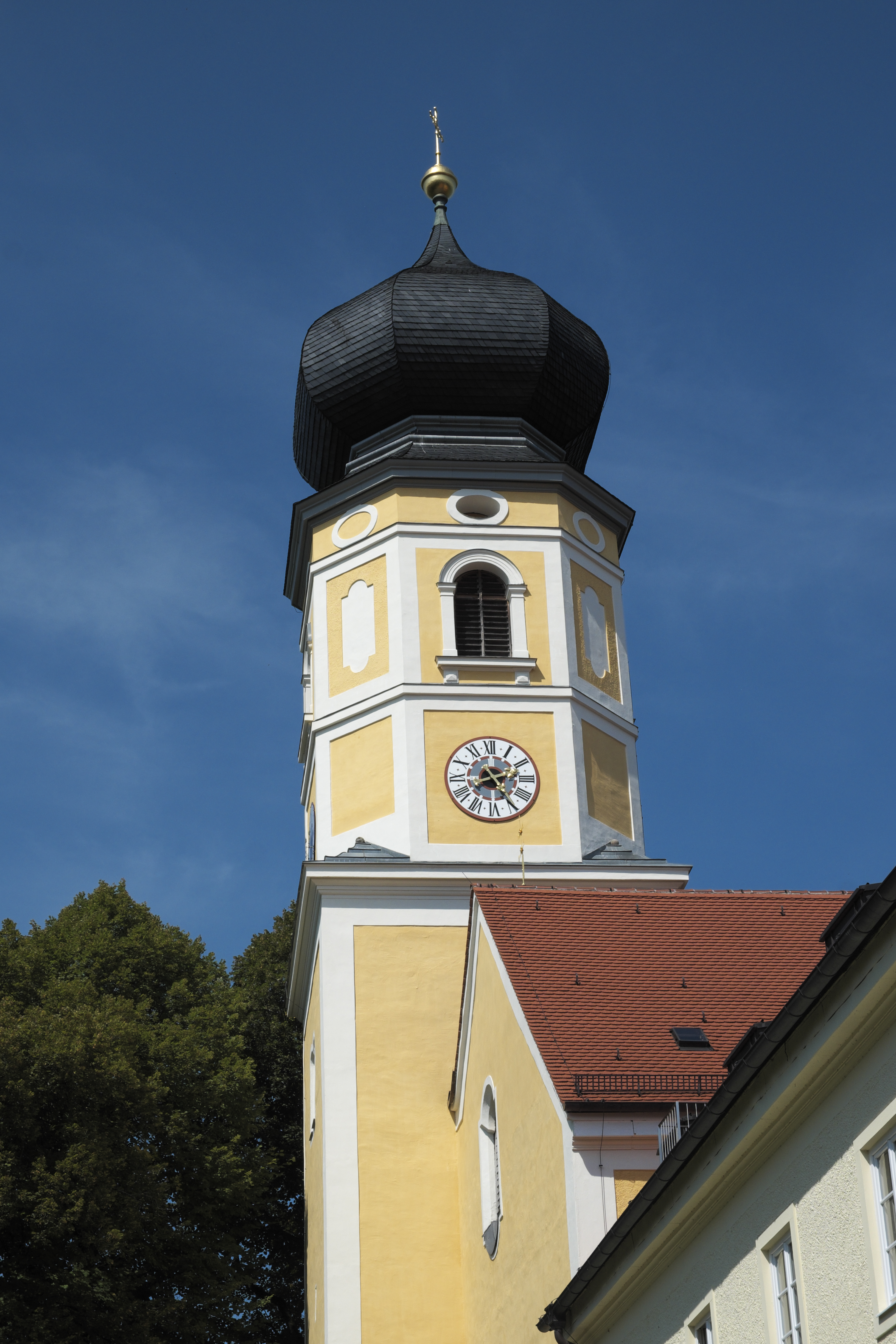
Glockenturm mit Zwiebelhaube

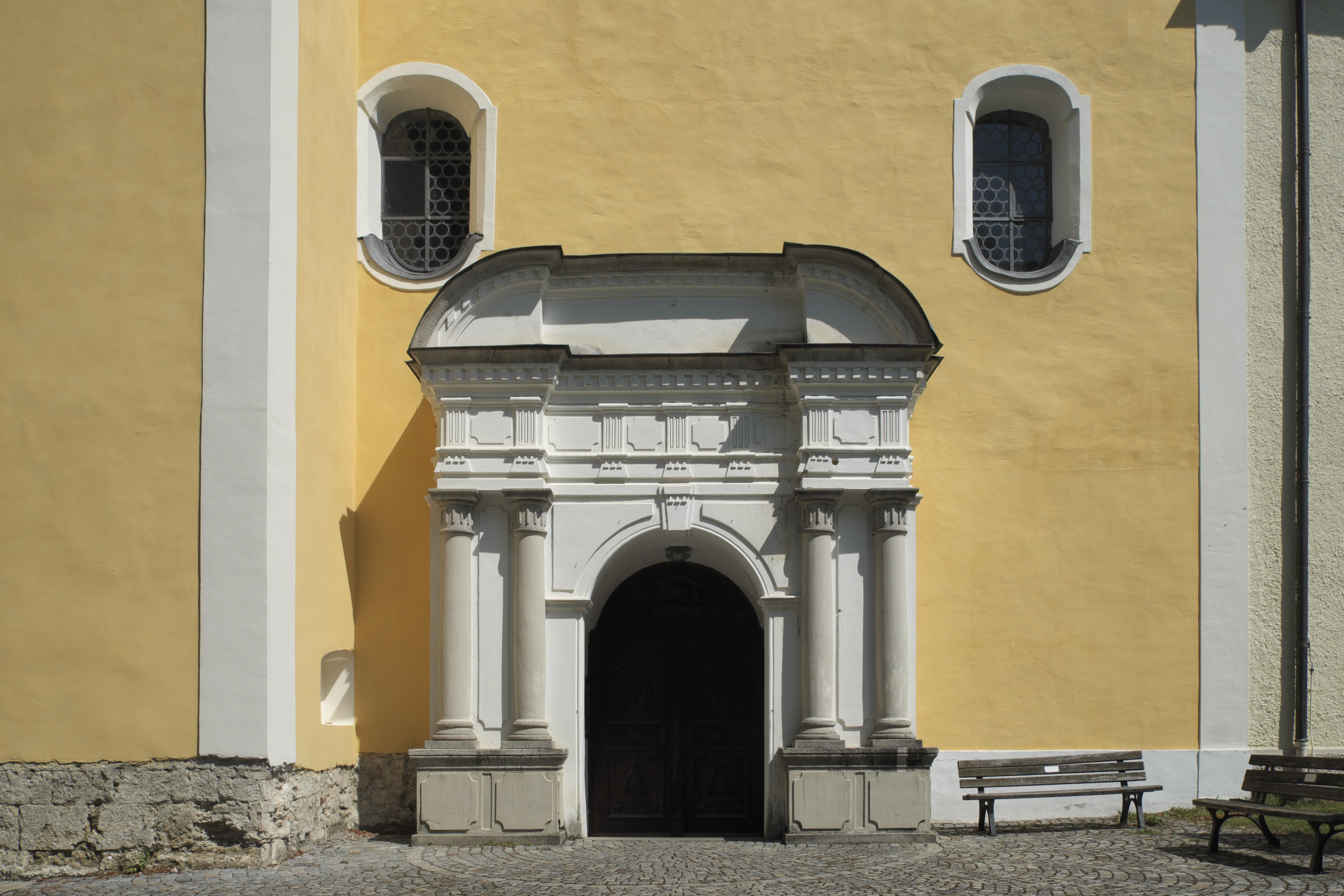
Westportal

Die katholische Pfarrkirche St. Martin in Bernried am Starnberger See, einer Gemeinde im oberbayerischen Landkreis Weilheim-Schongau, war seit ihrer Errichtung im frühen 12. Jahrhundert bis zur Säkularisation im Jahr 1803 Stiftskirche der Augustinerchorherren. Die Kirche, unter dem Patronat des heiligen Martin von Tours, gehört zu den geschützten Baudenkmälern in Bayern.

## Geschichte
Der älteste Hinweis auf eine Kirche in Bernried ist eine karolingische Chorschrankenplatte, die bei Renovierungsarbeiten in den Jahren 1970/72 entdeckt wurde. Sie lässt vermuten, dass hier bereits in der Zeit um 800 ein Kloster oder eine grundherrschaftliche Eigenkirche bestand. Die erste urkundliche Erwähnung einer Kirche stammt aus dem frühen 12. Jahrhundert. Von diesem ersten nachweisbaren Kirchengebäude ist nur noch der quadratische Turmunterbau erhalten. Im Jahr 1659 leitete der Propst Johannes Riedl (1638–1675), unter Beibehaltung der romanischen Außenmauern, den barocken Umbau der Kirche ein, deren Konsekration 1663 der Augsburger Weihbischof Kaspar Zeiler vornahm. Ob Caspar Feichtmayr als Architekt tätig war, ist nicht gesichert. In Betracht zu ziehen sind auch der Münchner Baumeister Georg Hagen und Wolf Reiter aus Schliersee, die bereits an der Errichtung der Klostergebäude beteiligt waren. Nach einem Blitzschlag im Jahr 1734 mussten die Turmobergeschosse abgetragen werden, sie wurden erst in den Jahren 1866 bis 1877 wiederaufgebaut.

## Architektur

### Außenbau
Die Kirche bildet den nördlichen Abschluss der vierseitigen Klosteranlage. Der Glockenturm, der an der Nordwestecke des Langhauses aufragt, wird von einem kurzen, oktogonalen Aufbau mit Zwiebelhaube bekrönt. Die Längsseiten gliedern Lisenen und teilweise zugemauerte Rundbogenfenster mit darüber liegenden Blendfenstern. Die Westfassade wird geprägt durch eine Portalädikula. Die auf hohen Sockeln stehenden und mit Kapitellen ausgestatteten Säulen tragen ein Gebälk, auf dem ein verkröpfter, segmentbogiger Giebel aufliegt. Die Kirchentüren aus dem späten 18. Jahrhundert sind mit klassizistischen Schnitzereien verziert. Auf dem Bogenfeld ist die Mantelspende des heiligen Martin dargestellt.

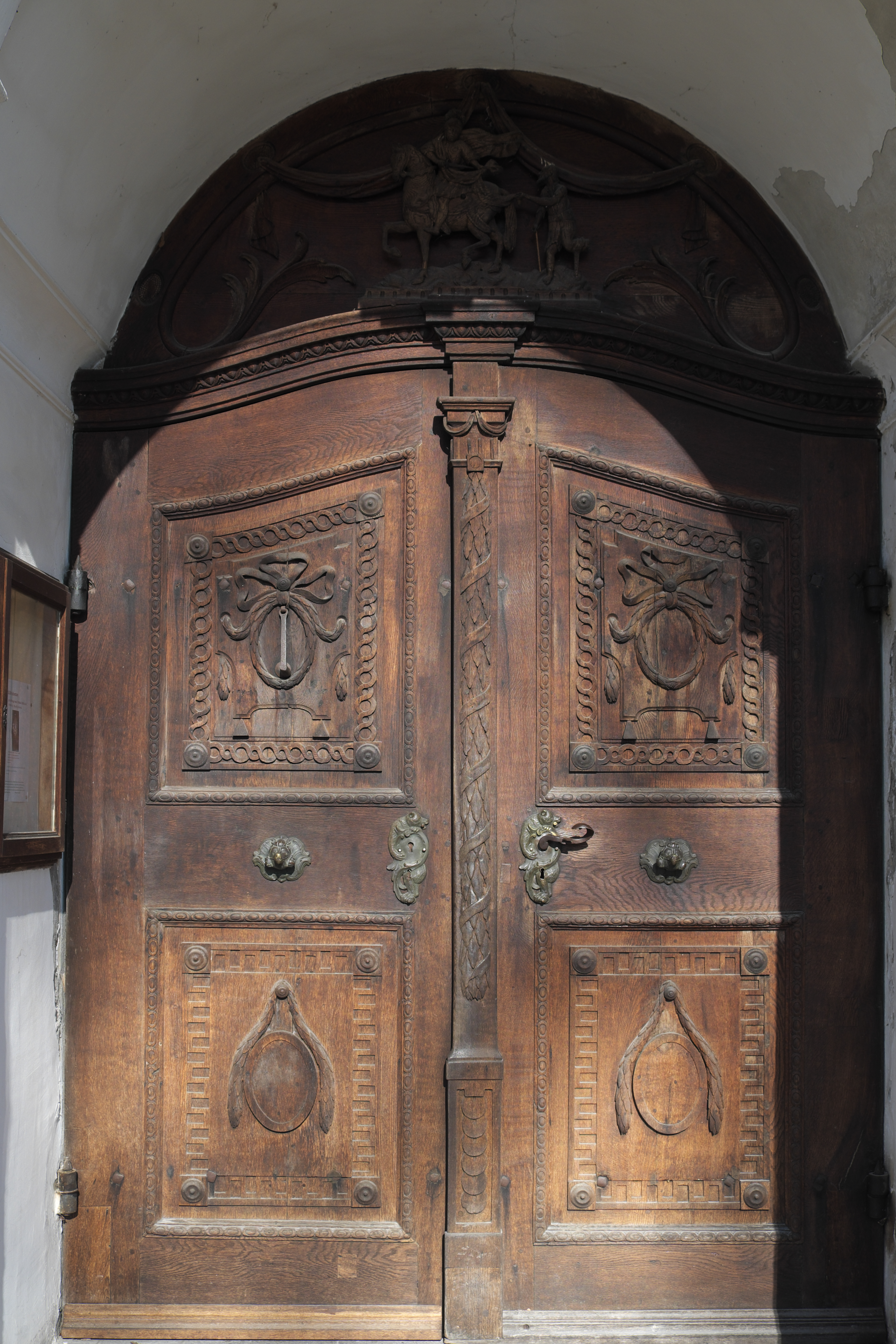
Kirchentüren mit Schnitzereien
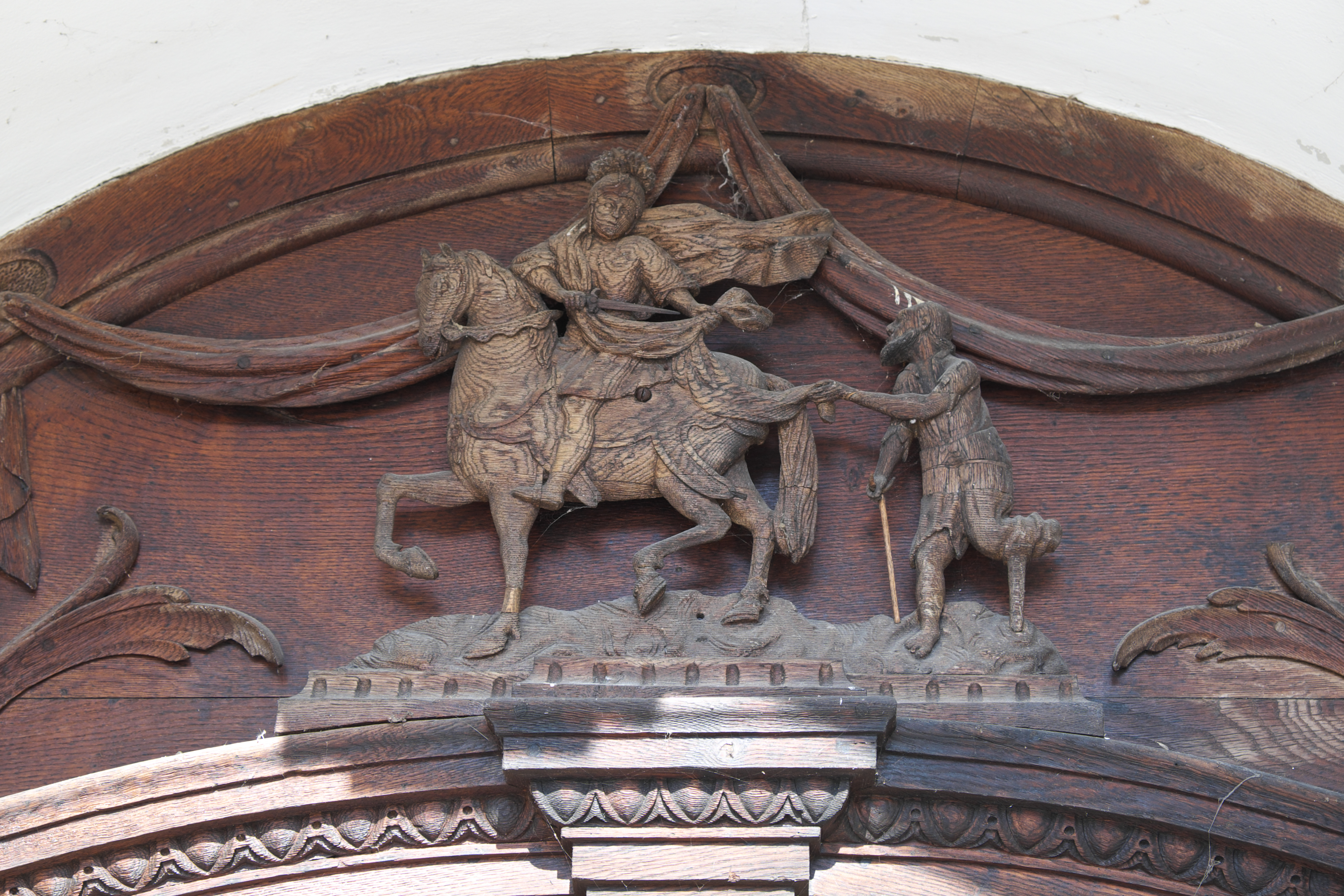
Mantelspende des heiligen Martin

### Innenraum
Der Innenraum ist ein Saalbau mit gerade geschlossenem Chor, zu dem sich ein stark eingezogener Chorbogen öffnet. Über dem Chorbogen sind die Wappen des bayerischen Kurfürsten Ferdinand Maria und seiner Gemahlin Henriette Adelheid von Savoyen angebracht.
Die Wände werden durch Schildbögen und Pilaster mit verkröpftem Gesims gegliedert, sie sind im Langhaus mit ionischen und im Chor mit korinthischen Kapitellen verziert. Chor und Langhaus werden von korbbogigen Tonnen gedeckt. Das Gewölbe des Chors ist mit geometrischem Felderstuck verziert, die Decke des Langhauses weist eine gemalte Felderteilung auf, die 1861/62 erneuert wurde. Im Chor ist eine umlaufende Empore eingebaut, die auf volutenförmigen Konsolen aufliegt.

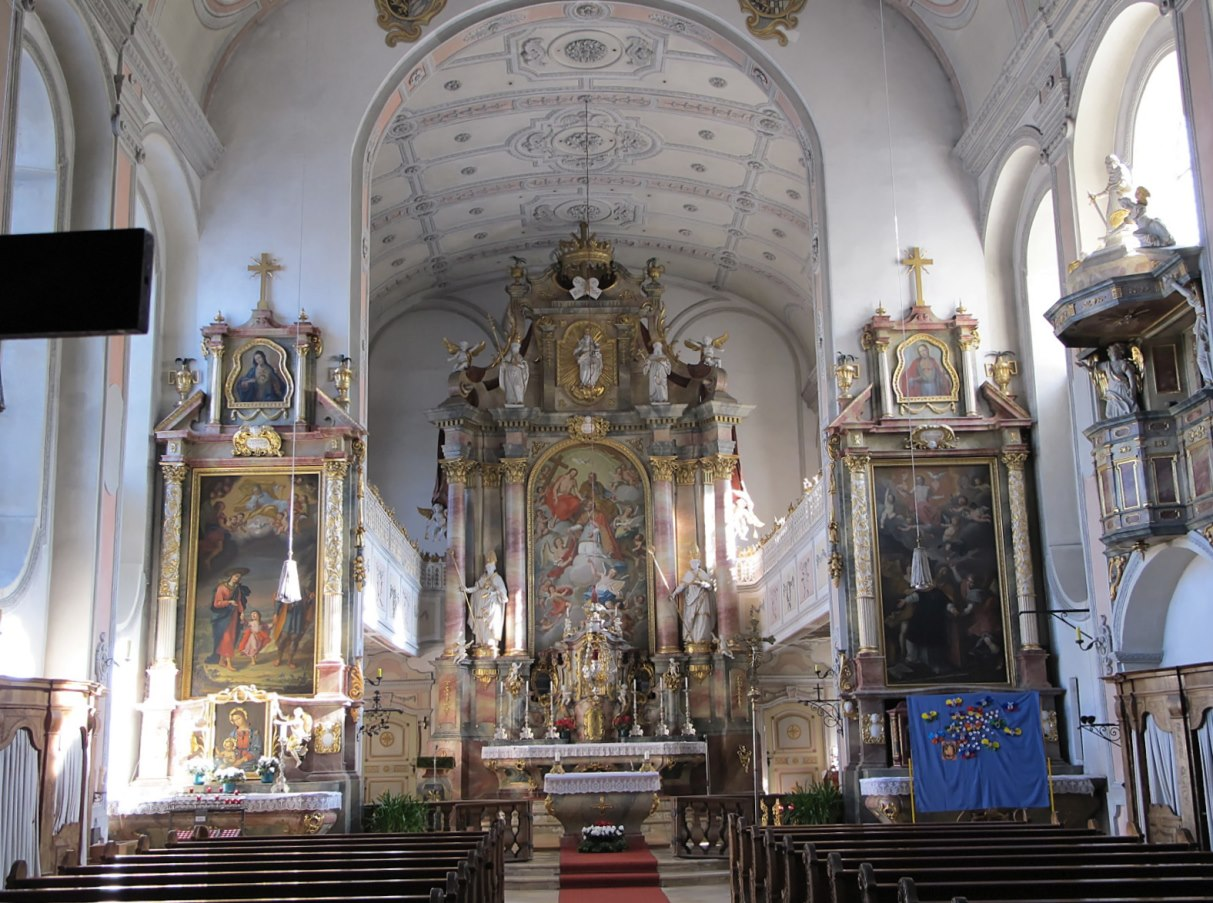
Innenraum
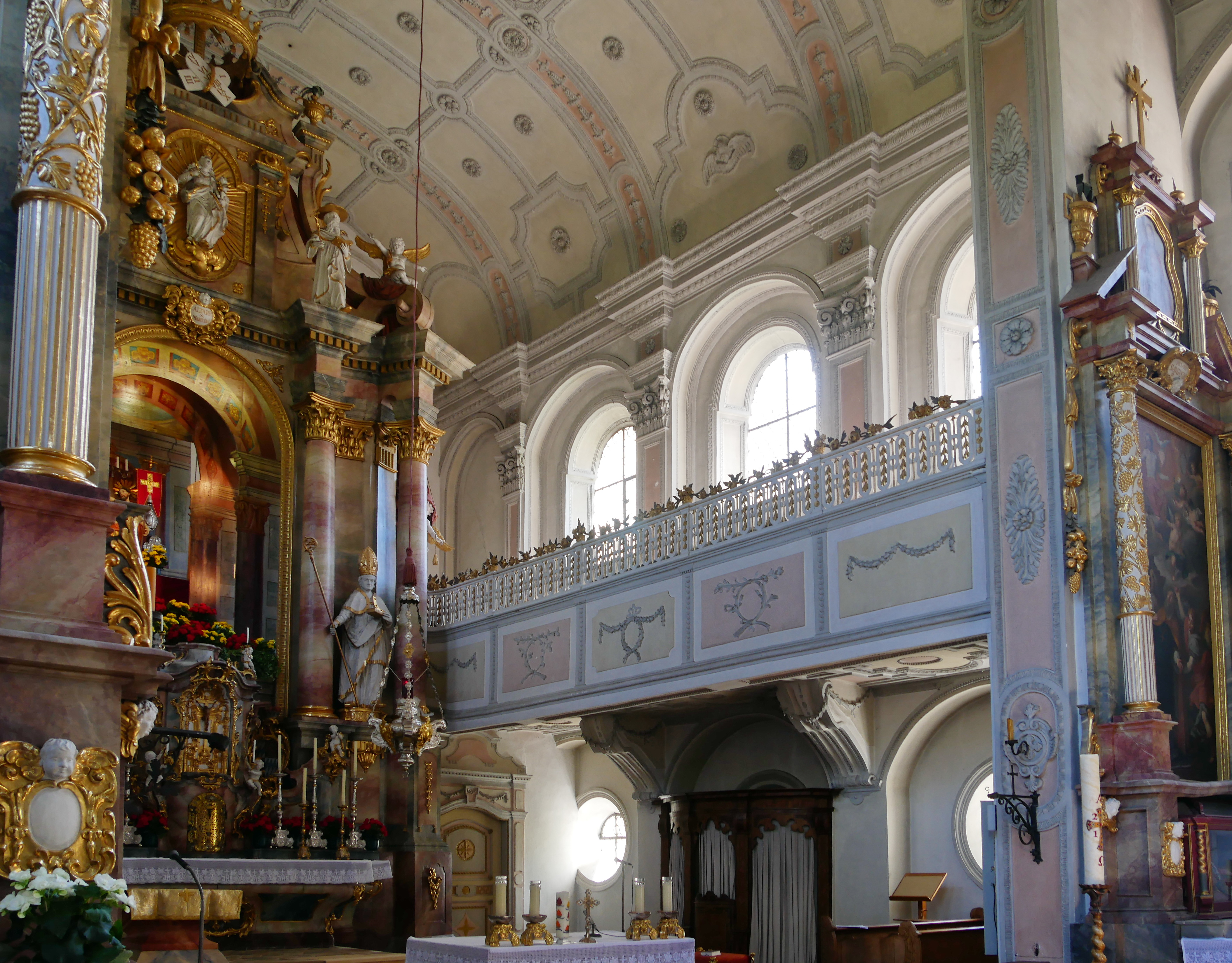
Chor

## Chorschrankenplatte

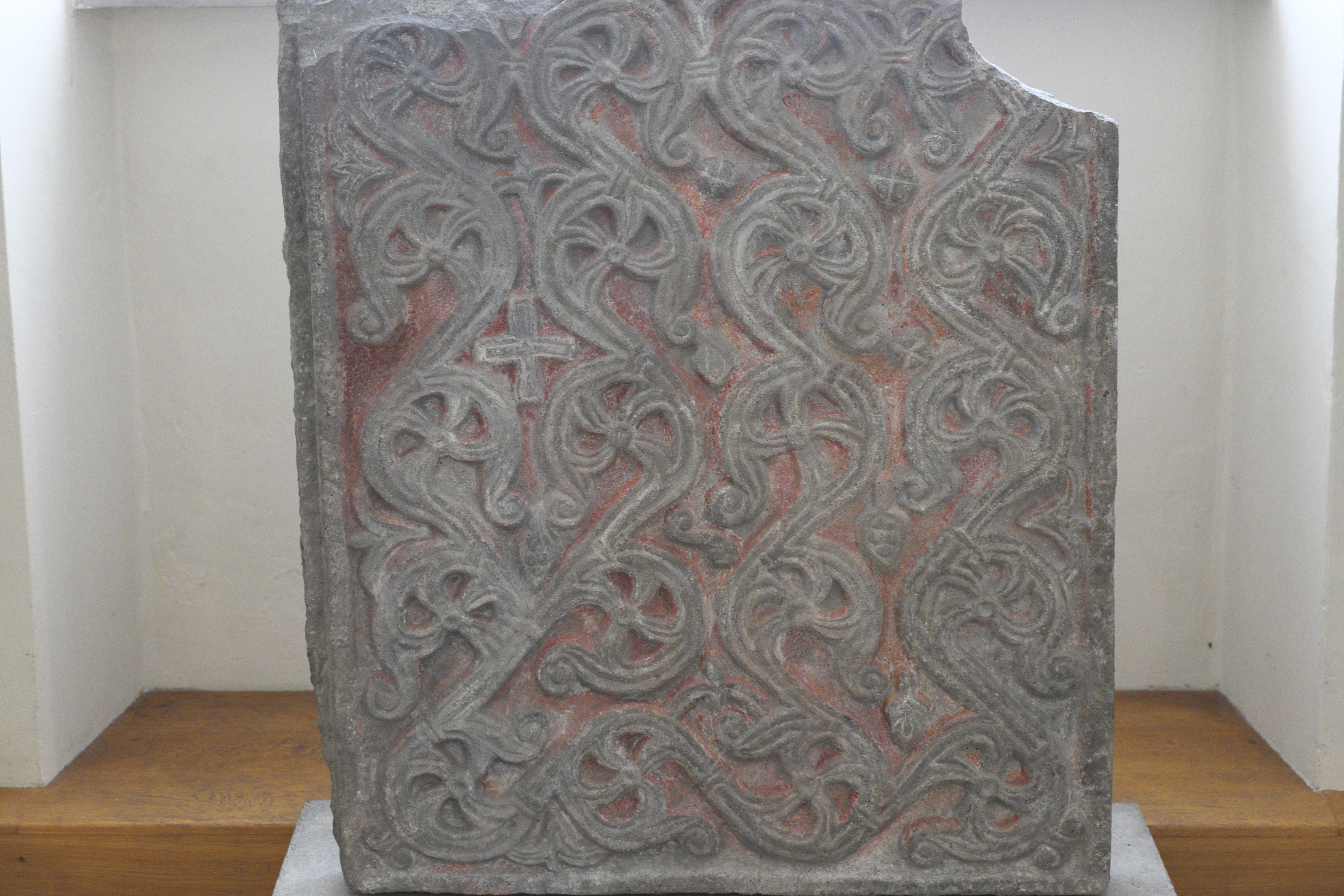
Chorschrankenplatte aus der Kirche St. Martin, heute im Stadtmuseum Weilheim

Anlässlich der Renovierungsarbeiten in den Jahren 1970/72 wurde in der Kirche eine Steinplatte gefunden, die mit einem flächendeckenden Flechtornament, mit Sonnenrädern und Weintrauben verziert ist. Die Platte, die vermutlich als Chorschranke diente, wird in das zweite bis dritte Viertel des 9. Jahrhunderts datiert. Neben dem nördlichen Seitenaltar ist eine Kopie dieser Steinplatte aufgestellt, das Original wird im Stadtmuseum in Weilheim aufbewahrt.

## Altar der Heiligen Sippe

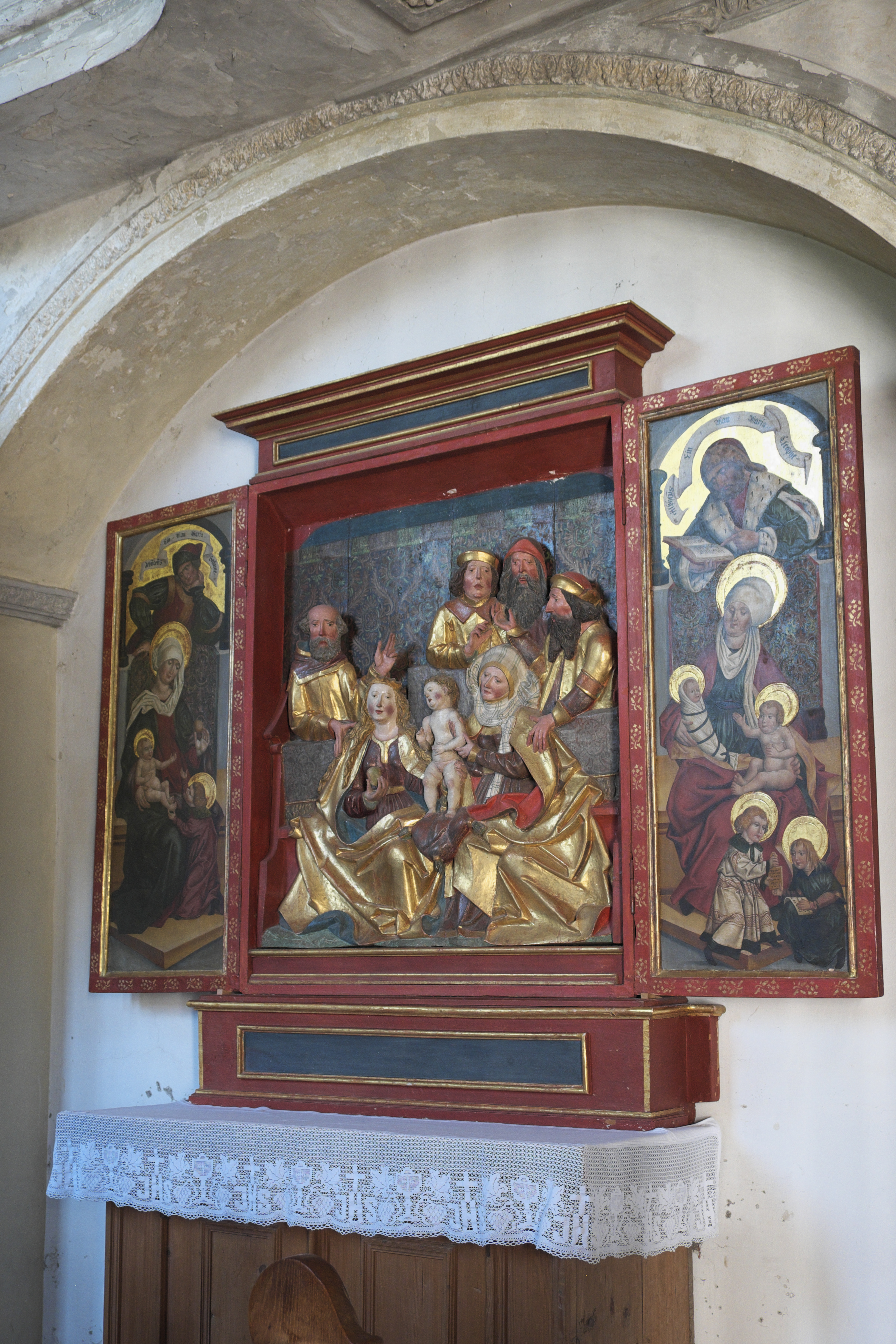
Altar der Heiligen Sippe

In einer Nische an der Südseite des Langhauses ist ein spätgotischer Flügelaltar aufgestellt, der vermutlich um 1490/1500 in einer Münchner Werkstatt entstand. Der Mittelteil weist ein Relief mit der Darstellung der Heiligen Sippe auf. Auf den gemalten Innenseiten der beiden Flügel sind links Maria Kleophae und rechts Maria Salome dargestellt. Im geschlossenen Zustand ist auf den Außenseiten der Flügel die Begegnung von Anna und Joachim an der Goldenen Pforte zu sehen.

## Weitere Ausstattung
- Der viersäulige Hochaltar stammt von 1659/63. Das Altarblatt stellt die Glorie des heiligen Martin, des Schutzpatrons der Kirche, dar. Es wurde 1795 von Franz Seraph Kirzinger ausgeführt und trägt die Signatur des Malers. Am Altar stehen die Figuren der Kirchenväter, im Auszug sieht man eine Mondsichelmadonna.
- Das Gemälde des nördlichen Seitenaltars stellt den Heiligen Wandel dar.
- Das Gemälde des südlichen Seitenaltars zeigt die Vision des heiligen Augustinus.
- Die Kanzel ist mit der Jahreszahl 1660 bezeichnet. Zwei Karyatidenengel tragen den Schalldeckel, den die Figur des Apostels Paulus bekrönt.
- Die Figur der seligen Herluka von Bernried wird ins 15. Jahrhundert datiert. Sie ist als Nonne mit einer Blume in der Hand dargestellt.
- Die Figur einer Madonna im Strahlenkranz stammt aus dem späten 15. Jahrhundert.
- Das große Kruzifix aus der Mitte des 18. Jahrhunderts wird Franz Xaver Schmädl zugeschrieben.
- Auf den vier Prozessionsfahnen aus der Mitte des 18. Jahrhunderts sind Szenen aus dem Marienleben dargestellt.

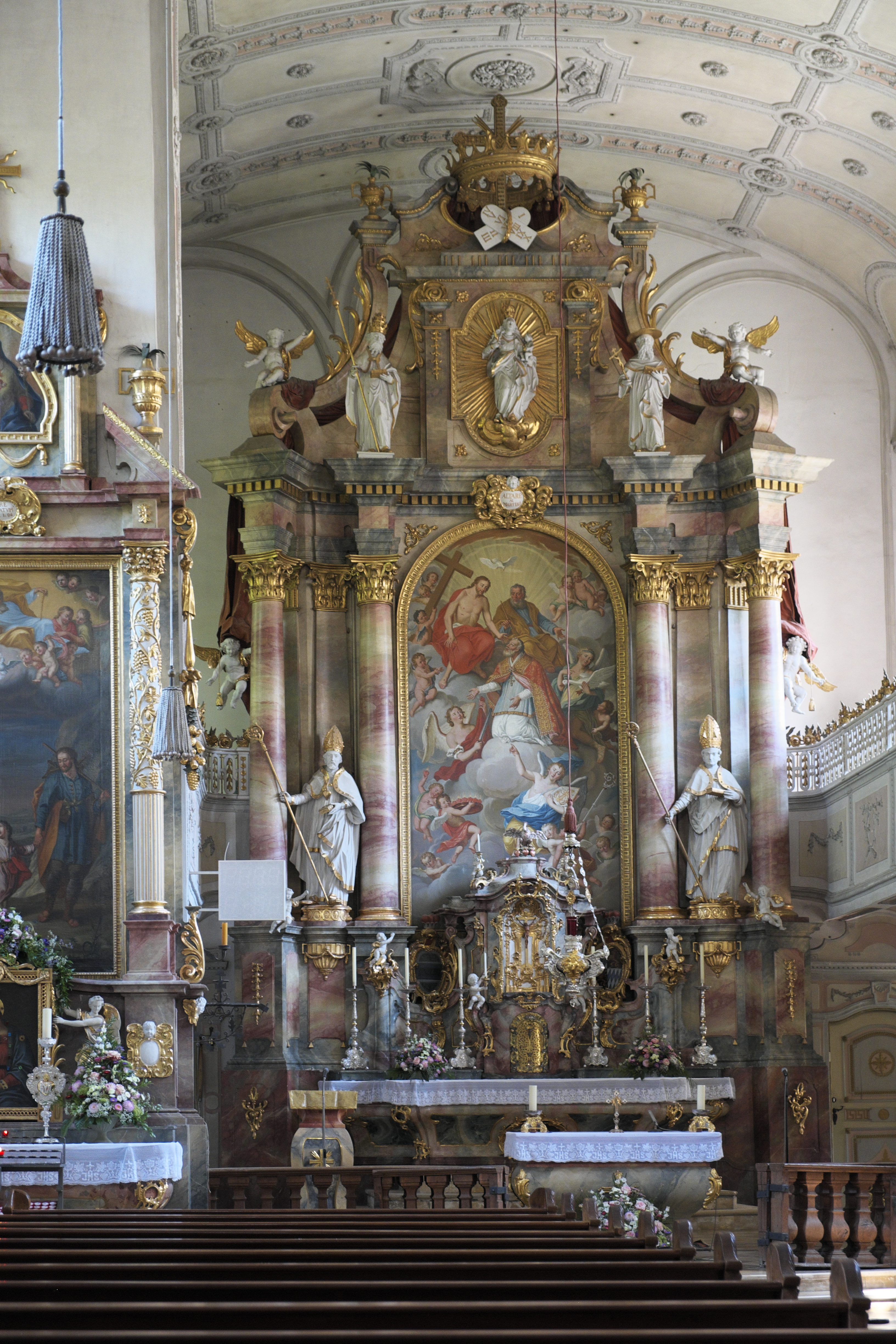
Hochaltar
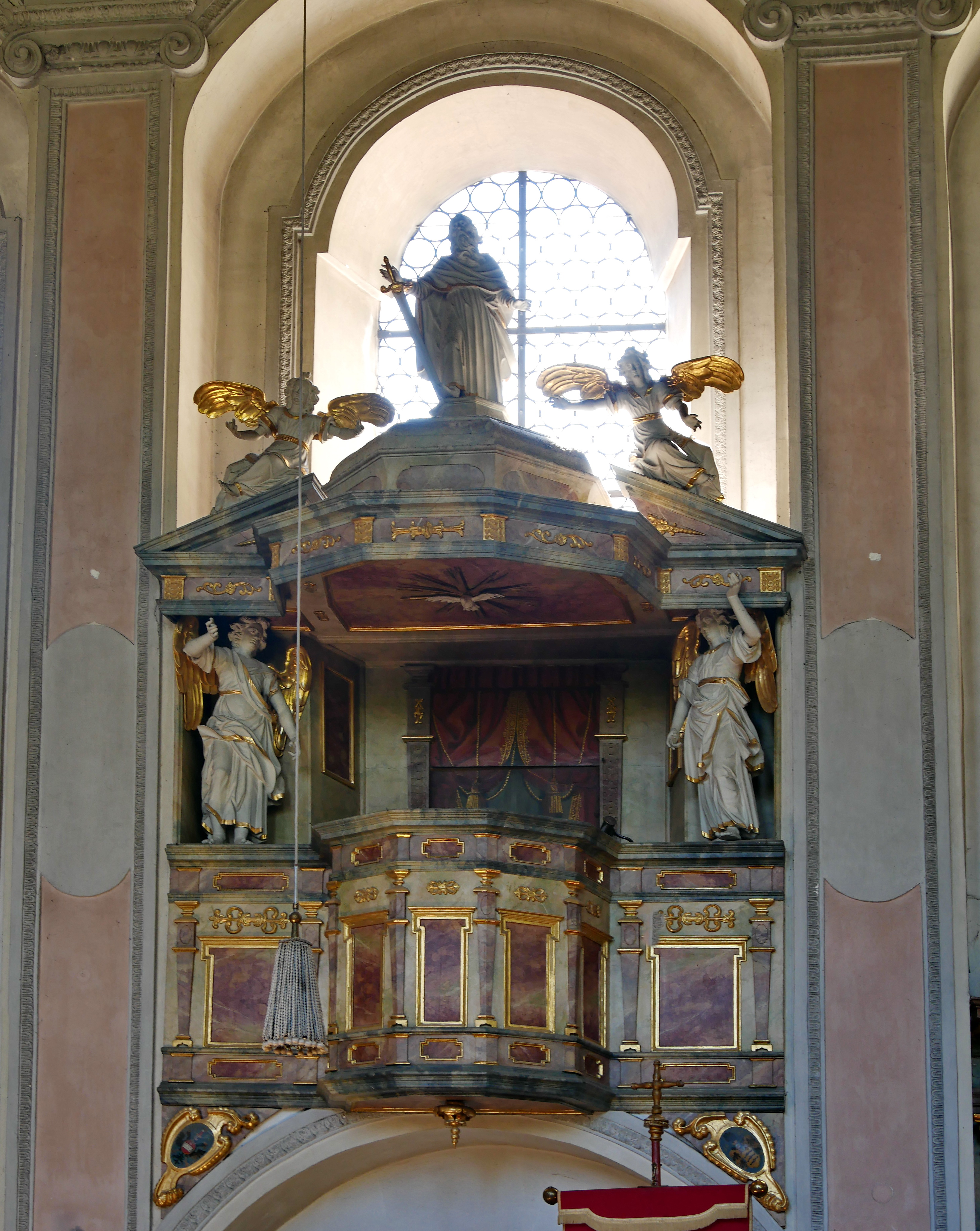
Kanzel
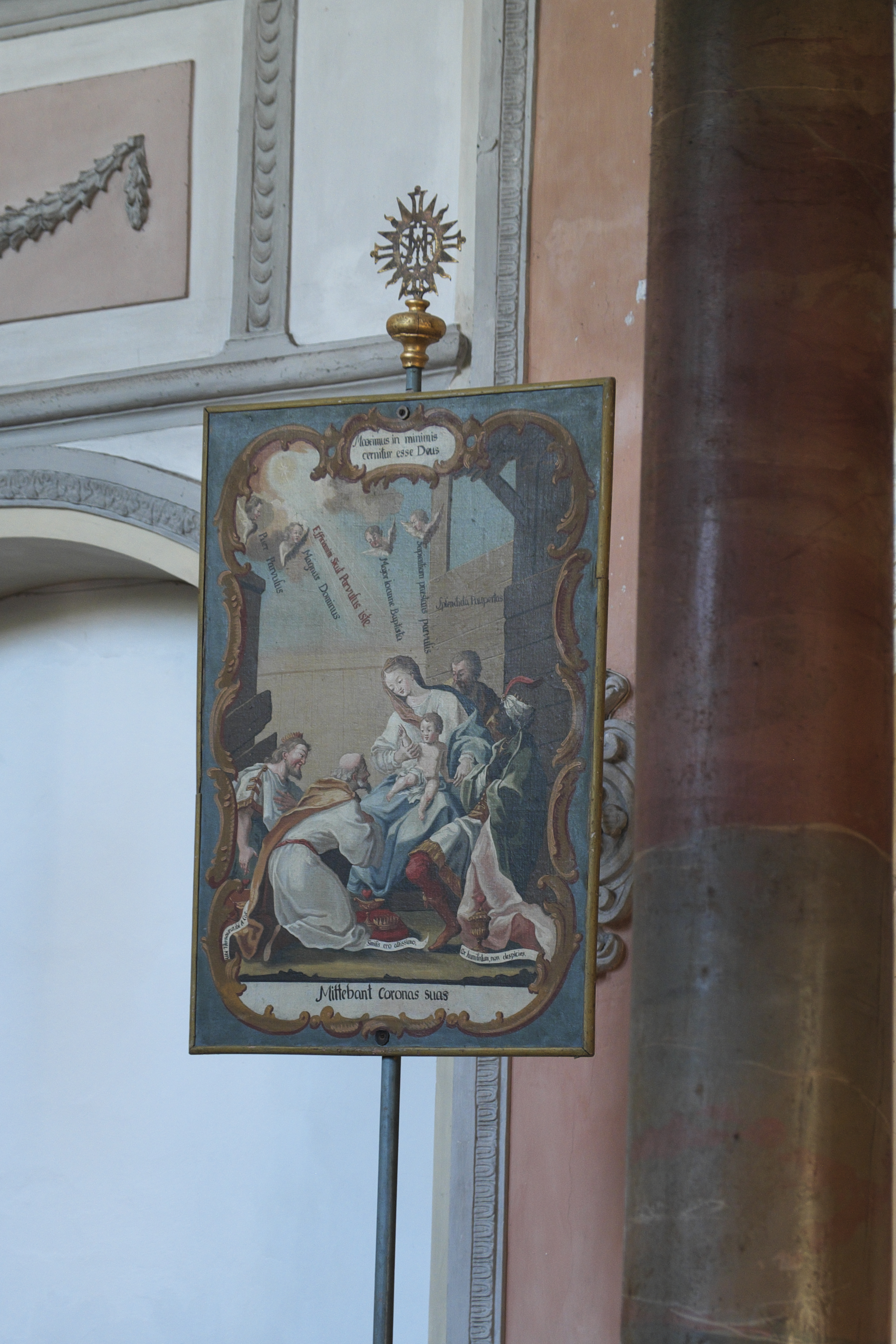
Prozessionsfahne

## Orgel

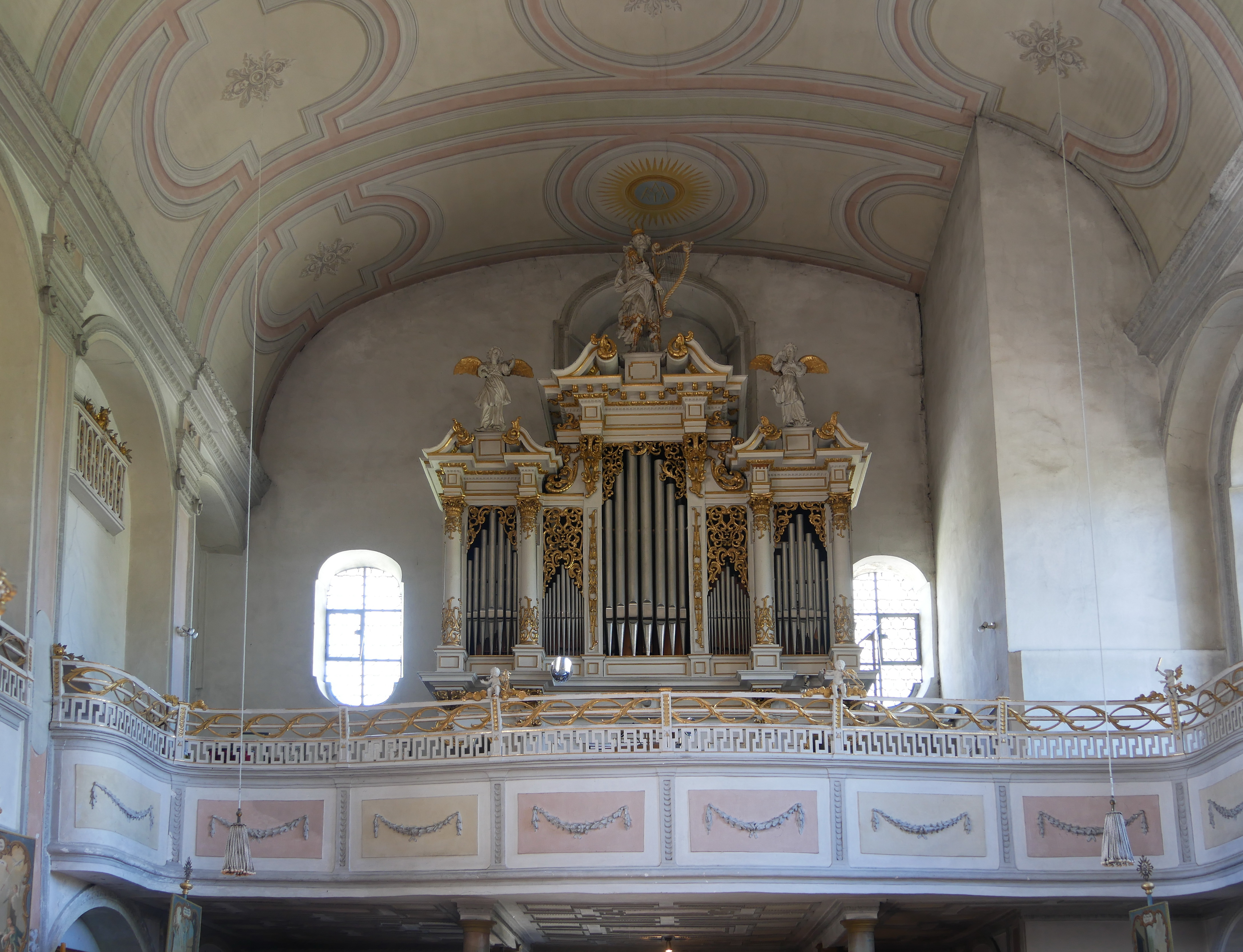
Orgelempore

Die erste Erwähnung einer Orgel in der Kirche stammt aus dem Jahr 1564. Nach der Barockisierung der Kirche erfolgte 1665 – wohl durch Christoph Egedacher – der Einbau einer neuen Orgel, deren Prospekt bis heute erhalten ist. Im Jahr 1734 wurde das Instrument durch ein schweres Gewitter beschädigt, vier Jahre später baute der Münchner Orgelbauer Ignaz Philipp Hillenbrand ein neues Werk in den alten Prospekt ein. Das Gehäuse wurde 1741 von Mathias Alletsee neu gefasst. In den Jahren 1835, 1856 und 1862 erfolgten Reparaturarbeiten an der Orgel: Erstere durch den Landsberger Paul Hörmann, die anderen beiden durch Max Maerz aus München. Auch 1879 wurde das Instrument repariert, verbunden mit einer Erweiterung durch Georg Beer aus Erling (Andechs). Schließlich baute 1912 August Behler aus München eine neue Orgel mit 20 Registern in das alte Gehäuse. 1977 wurden mehrere Register ausgebaut, um höhere Klangfarben zu erreichen. Um 1995 erfolgte die Rekonstruktion der Behler-Orgel durch Dieter Schingnitz aus Iffeldorf.
Die heutige Orgel klingt hochromantisch. Die 1088 Pfeifen werden mittels pneumatischer Traktur gespielt. Die Disposition lautet:
| I Hauptwerk C–f3 |       |  |
| Bourdun          | 16′   |  |
| Principal        | 8′    |  |
| Gedeckt          | 8′    |  |
| Viola di Gamba   | 8′    |  |
| Dolce            | 8′    |  |
| Octav            | 4′    |  |
| Traversflöte     | 4′    |  |
| Mixtur IV        | 2 ⁄3′ |  |
| Flautino         | 2′    |  |

| II Schwellwerk C–f3 |    |
| Aeoline             | 8′ |
| Salicional          | 8′ |
| Lieblich Gedeckt    | 8′ |
| Geigenprincipal     | 8′ |
| Waldflöte           | 4′ |
| Fugara              | 4′ |

| Pedal C–e1 |         |
| Subbaß     | 16′     |
| Violon     | 16′     |
| Octavbaß   | 8′      |
| Quintbaß   | 10 2⁄3′ |

- Koppeln: II/I, I/P, II/P, Sub II/I, Super II/I
- Spielhilfen: Feste Kombinationen (p, mf, f, Tutti)